# Lacistemataceae
Die Lacistemataceae sind eine Pflanzenfamilie in der Ordnung der Malpighienartigen (Malpighiales). Sie haben eine rein neotropische Verbreitung.

## Beschreibung

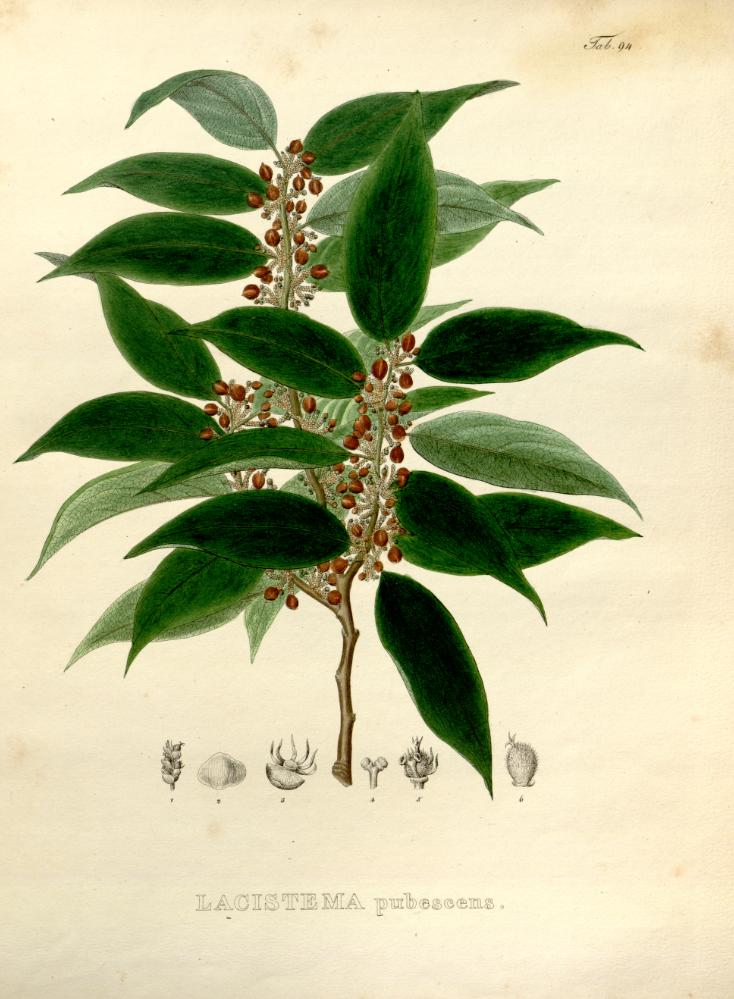
Illustration von Lacistema pubescens

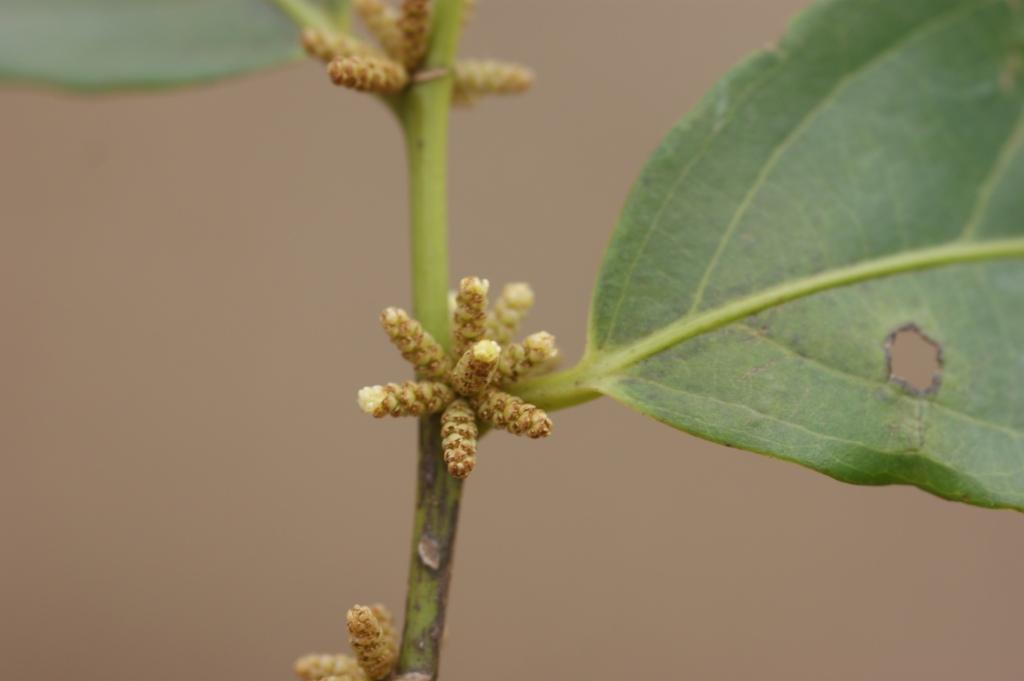
Zweig mit kätzchenähnlichen Blütenständen von Lacistema hasslerianum

### Erscheinungsbild und Blätter
Es handelt sich um kleine, immergrüne Bäume oder Sträucher. Die meist wechselständig und zweizeilig an den Zweigen angeordneten Laubblätter sind in Blattstiel und Blattspreite gegliedert. Die Blattspreiten sind einfach mit ganzem bis gezähntem oder gesägtem Blattrand. Es sind kleine, herzförmige Nebenblätter vorhanden.

### Blütenstände und Blüten
Die kleinen, dichten, zylindrischen, kätzchenähnlichen traubigen oder ährigen Blütenstände sind achselständig. Zwischen den Blüten sind Trag- und Vorblätter vorhanden. Die kleinen Blüten sind zwittrig und stark reduziert. Es sind vier bis sechs Blütenhüllblätter vorhanden oder sie fehlen, die Kronblätter fehlen. Es ist nur ein Staubblatt vorhanden. Zwei oder drei Fruchtblätter sind zu einem oberständigen Fruchtknoten verwachsen. In jeder Blüte gibt es einen Griffel mit zwei bis drei Narben. Ein Diskus ist vorhanden.

### Früchte und Samen
Die dreiklappigen Kapselfrüchte enthalten meist einen, manchmal drei, Samen; sie sehen allerdings wie Beeren aus. Die ölhaltige Samen besitzen einen Arillus oder eine Sarkotesta.

## Systematik
Die Familie Lacistemataceae wurde durch Carl Friedrich Philipp von Martius aufgestellt. Diese Taxa waren früher in die Salicaceae oder in die frühere Familie der Flacourtiaceae als Tribus Lacistemeae eingeordnet.
In der Familie Lacistemataceae gibt es nur zwei Gattungen mit etwa 14 (bis 27) Arten:
- Lacistema Sw. (Syn.: Nematospermum Rich., Synzyganthera Ruiz & Pav., Didymandra Willd.): Die etwa elf Arten sind von Mexiko bis zum südöstlichen Brasilien, Paraguay, Uruguay und nordöstlichen Argentinien verbreitet:
  - Lacistema aggregatum (P.J.Bergius) Rusby: Mexiko bis tropisches Amerika.[1]
  - Lacistema grandifolium Schnizl.: Südamerika.[1]
  - Lacistema hasslerianum Chodat: Brasilien bis Argentinien.[1]
  - Lacistema krukovii Sleumer: Kolumbien bis Brasilien.[1]
  - Lacistema lucidum Schnizl.: Südöstliches Brasilien.[1]
  - Lacistema macbridei Baehni: Peru bis westliches Bolivien.[1]
  - Lacistema nena J.F.Macbr.: Westliches Südamerika.[1]
  - Lacistema polystachyum Schnizl.: Südamerika.[1]
  - Lacistema pubescens Mart.: Brasilien.[1]
  - Lacistema robustum Schnizl.: Brasilien.[1]
  - Lacistema serrulatum Mart.: Brasilien.[1]
- Lozania S.Mutis ex Caldas (Syn.: Monandrodendron Mansf., Lacistemopsis Kuhlm., Lozanis Schult.): Die etwa drei Arten sind von Nicaragua bis Peru und Brasilien verbreitet:
  - Lozania klugii (Mansf.) Mansf.: Südliches Kolumbien bis Peru und nördliches Brasilien.[1]
  - Lozania mutisiana Schult.: Südöstliches Nicaragua bis Venezuela und Bolivien.[1]
  - Lozania pittieri (Blake) L.B.Sm.: Südamerika.[1]